# Repulse Bay (Nunavut)
Repulse Bay is een baai in Nunavut in Canada. De baai ligt even ten noorden van de Hudsonbaai aan de zuidzijde van het Melville-schiereiland. Naar het zuidoosten ligt de Frozen Strait en naar het zuiden Straat Comer en Roes Welcome Sound. Ten zuidoosten liggen de eilanden Nagjuttuuq en Qikiqtaaluk en ten zuiden Southamptoneiland.

## Flora en fauna
De baai ligt in de mariene ecoregio Hudson Complex.